# Анжела дю Морье
Анжела дю Морье (фр. Angela du Maurier; 1 марта 1904, Лондон — 5 февраля 2002) — английская писательница, актриса. Старшая сестра писательницы Дафны дю Морье (1907—1989) и художницы Жанны дю Морье (1911—1997).

## Биография
Анжела дю Морье — старшая дочь актёра Джерольда дю Морье и Мэриол Бомонт, внучка карикатуриста Жоржа дю Морье. После короткой карьеры актрисы тетра, где одной из её ролей была роль Венди Дарлинг в постановке  по мотивам сказочной повести Джеймса Барри  «Питер Пэн», Анжела пыталась найти своё призвание в литературе. Во время войны вместе со своей сестрой Жанной дю Морье добровольно вступила в главное объединение сельскохозяйственных рабочих для удовлетворения потребностей гражданского населения, а затем совершила поездку по Европе. 
Её работы часто сравнивают с работами её сестры Дафны дю Морье, которую признают как более талантливую писательницу, такими, как «Ребекка», «Трактир „Ямайка“», «Кузина Рейчел». Анжела дю Морье жила в Ферисайде, в родовом поместье в Корнуолле, напротив небольшого порта Фовей, недалеко от сестры Дафны. После того, как их мать умерла, а Дафна овдовела в 1965 году, сестры стали ещё ближе, установив строго установленный порядок звонков и посещений. У Анжелы было несколько близких подруг, в том числе Наоми Джейкоб.
Умерла в возрасте 97 лет в Лондоне.

## Работы
Список произведений, написанных Анжелой дю Морье, по данным Британской библиотеки:
- 1939, «Озадаченное сердце»
- 1940, «Прялка»
- 1941, «Немного меньше»
- 1942, «Treveryan»
- 1946, «Лоуренс Вейн: роман»
- 1948, «Биркиншоу и другие романы»
- 1950, «Reveille»
- 1951, «Это только сестра»
- 1952, «Мелководье»
- 1963, «The Road to Leenane»
- 1965, «Памяти старых женщин: автобиография»
- 1967, «Pilgrims by the Way»
- 1969, «Хрупкости природы»
- 1979, «S is for Sin»